# Petitionsausschuss des Europäischen Parlaments
Der Petitionsausschuss (englisch Committee on Petitions, französisch Commission des pétitions, kurz PETI) ist einer der zwanzig ständigen Ausschüsse des Europäischen Parlaments. Ausschussvorsitzende ist seit Juli 2024 Bogdan Rzońca (PiS/EKR).

## Aufgabenbereiche
Die Ausschusssitzungen finden mindestens einmal monatlich statt. Die Ausschussmitglieder diskutieren die vorgebrachten Legislativvorschläge sowie darauf folgende Änderungsanträge. Nicht selten werden auch Gutachten oder Sachverständigenmeinungen hinzugezogen. Die Sitzungen sind durch Videostream auch der Öffentlichkeit zugänglich.
Der Ausschuss beschäftigt sich mit den Petitionen, die an das Europäische Parlament gerichtet werden und arbeitet mit dem Europäischen Bürgerbeauftragten zusammen.

## Vorsitzende (Auswahl)

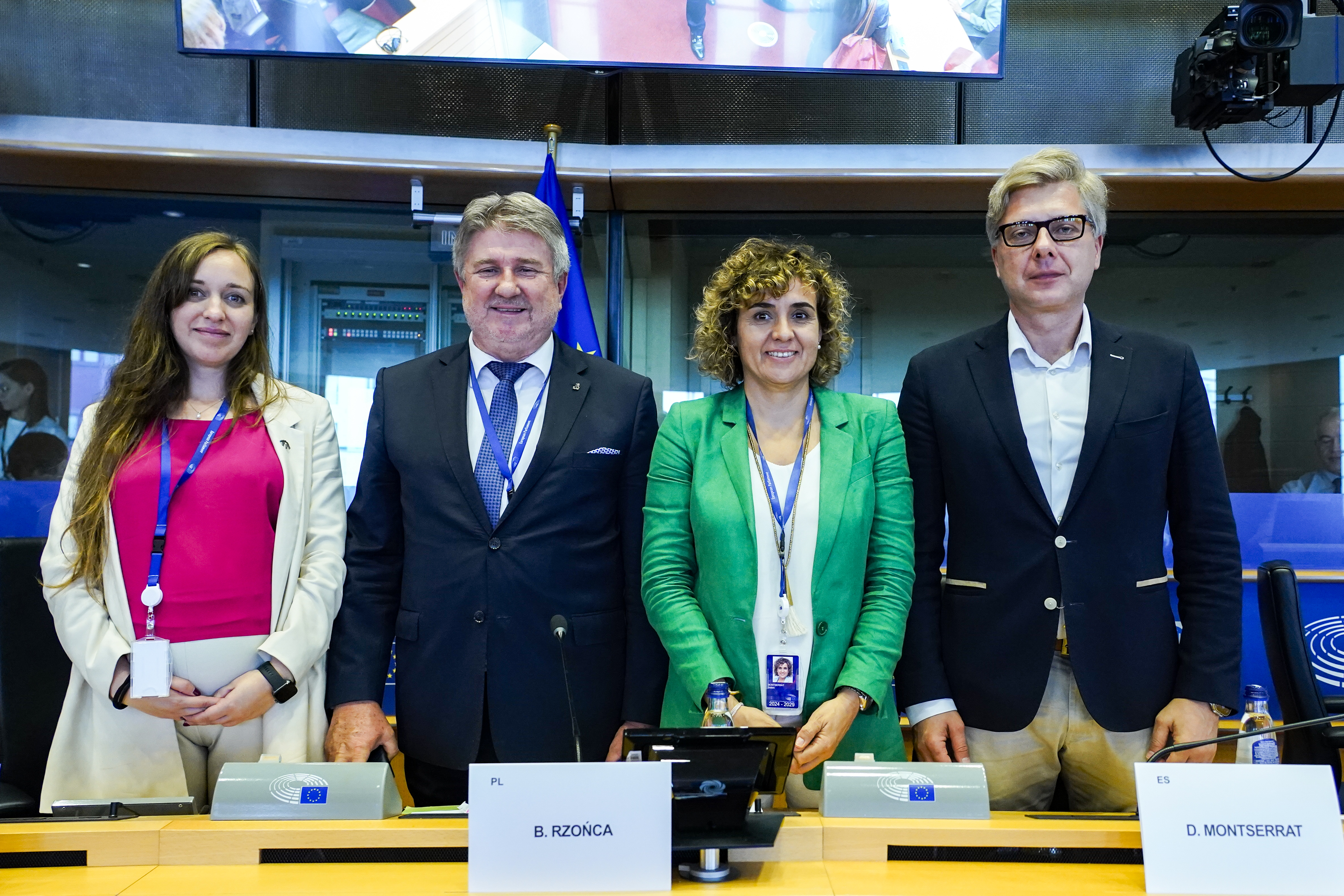
Ausschussvorsitzende der 10. Wahlperiode (2024–2029, v. l. n. r.): Cristina Guarda, Bogdan Rzońca, Dolors Montserrat und Nils Ušakovs

- 2009–2014: Erminia Mazzoni (PdL/EVP)
- 2014–2019: Cecilia Wikström (Liberalerna/ALDE)
- 2019–2024: Dolors Montserrat (PP/EVP)[4]
- Seit Juli 2024: Bogdan Rzońca (PiS/EKR).[2]